# Florentin
Florentin (hebræisk: פלורנטין) er et kvarter i den sydlige del af Tel Aviv, Israel. Kvarteret er opkaldt efter David Florentin, som var en græsk jøde, der købte området i slutningen af 1920-erne.

## Historie
Området blev opkøbt i 1920-erne af The Salonika-Palestine Investment Company. Organisationen blev dannet i 1920 af jøder i Salonika, Grækenland, som ønskede at udvikle handelsmæssige relationer med jødiske bosættere i Palæstina. Efter Første verdenskrig blev jøderne i Salonika forfulgt, byens jødiske kvarter blev ødelagt, og mere end 53.000 jøder blev hjemløse. I 1924 sendte The Salonika-Palestine Investment Company en delegation til Palæstina for at købe land ved Jaffa. På grund af lovgivning blev det ikke muligt at bygge noget i området før 1933. Det år godkendte bystyret i Jaffa, at der måtte opføres mindre industrivirksomheder og drives handel i kvarteret. Små fabrikker og værksteder åbnede hurtigt, og det betød, at de mange immigranter, som kom til landet i den periode, havde mulighed for at sikre sig et levegrundlag.